# 拉薩夫卡 (卡哈爾雷克區)
49°48′55″N 30°44′11″E / 49.81528°N 30.73639°E
拉薩夫卡（烏克蘭語：Расавка）是位於烏克蘭北部的村莊，由基辅州奧布希夫區卡哈爾利克市鎮的利什欽卡村委會負責管轄。該村面積1.5平方公里，海拔高度159米，2001年人口213，人口密度每平方公里141.6人。